# Registreret alternativ behandler
Registreret alternativ behandler (RAB) er en titel for alternative behandlere som opfylder bestemte krav. Den blev indført den 1. juni 2004. RAB-ordningen er en branche-administreret registreringsordning, som skal styrke danskernes sikkerhed ved brug af alternativ behandling. RAB-ordningen er ikke en godkendelse af alternative behandlingsformer, men alene en registrering af de alternative behandlere.
På Styrelsen for Patientsikkerheds hjemmeside kan man søge efter autoriserede behandlere samt alternative behandlerorganisationer, der er blevet godkendt som registreringsansvarlige brancheorganisationer.

## Ikke en godkendelse eller blåstempling
Styrelsen for Patientsikkerhed tager ikke stilling til den eller de behandlingsformer, som foreningernes ansøgninger omfatter, eller de behandlere, som foreningerne registrerer. Der er altså ikke tale om en godkendelse af behandlingsformer eller behandlere. Der er således ikke tale om en blåstempling fra styrelsens side af hverken behandlingsformer eller behandlere. 
En person, der uden autorisation udøver virksomhed på et sundhedsfagligt område, der er forbeholdt autoriserede personer, straffes med bøde eller fængsel i indtil 4 måneder. Det er således fortsat strafbart at optræde som læge og behandler uden at have autorisation. 